# Monacanthus
Genre
Monacanthus est un genre de poissons marins de la famille des Monacanthidae.

## Liste d'espèces
Selon World Register of Marine Species (21 avril 2014) :
- Monacanthus chinensis (Osbeck, 1765)
- Monacanthus ciliatus (Mitchill, 1818)
- Monacanthus tuckeri Bean, 1906

ITIS (21 avril 2014) y ajoute Monacanthus varius Ranzani, 1842.

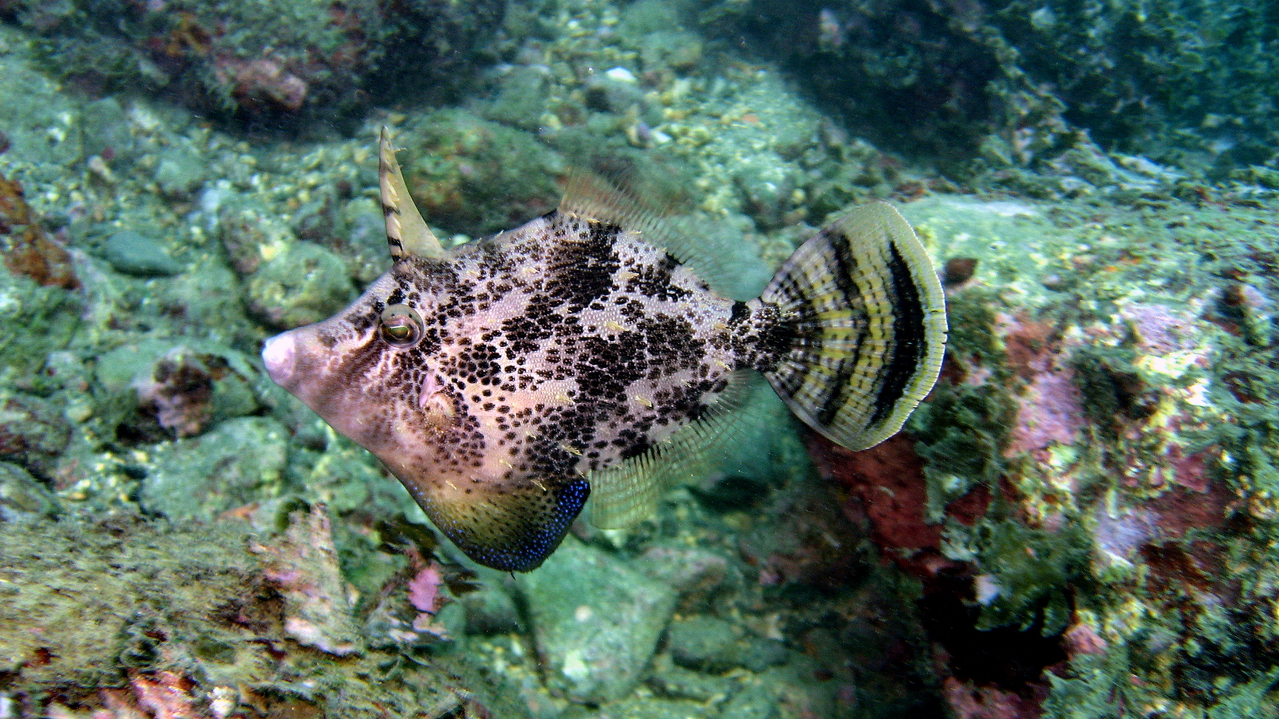
Monacanthus chinensis
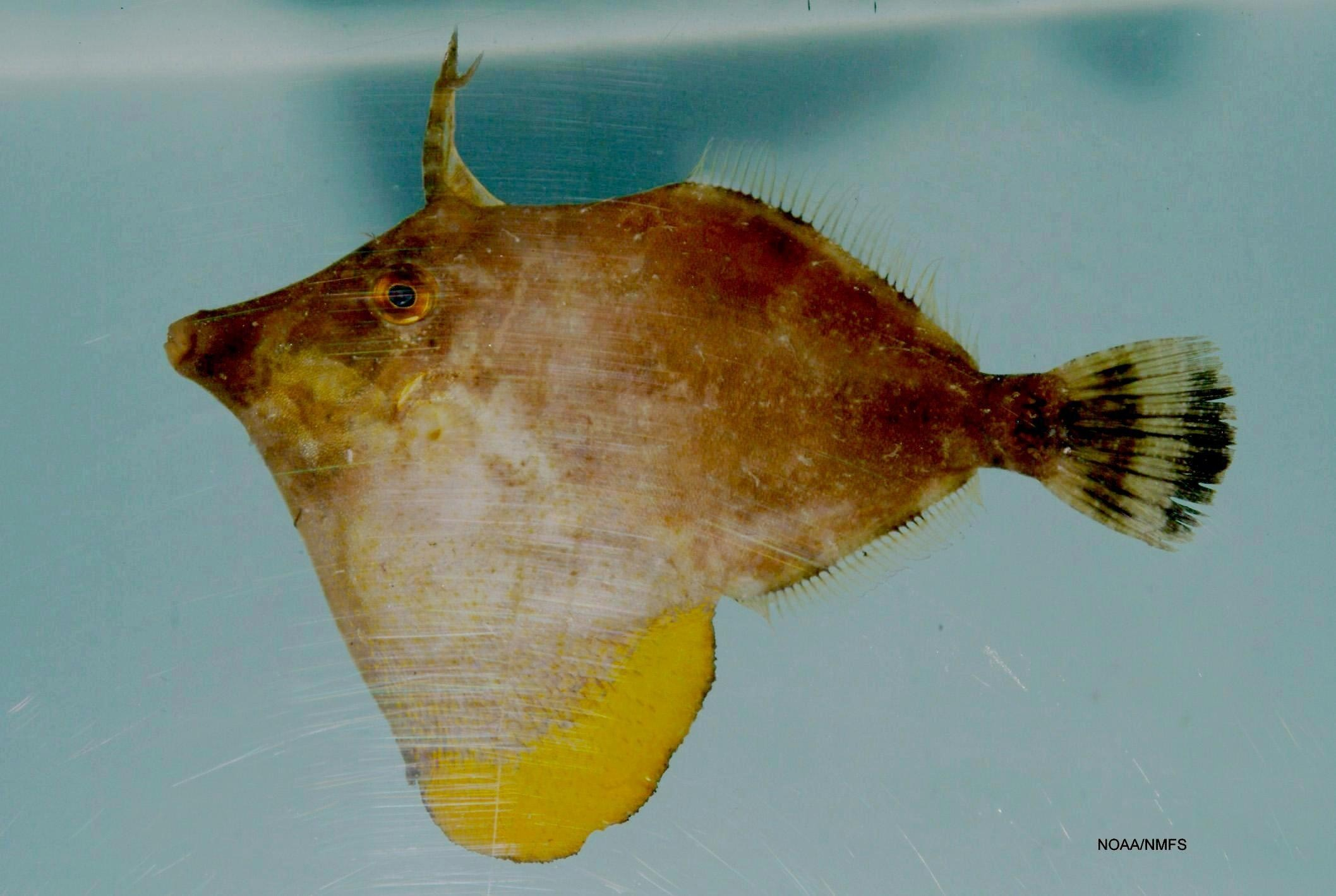
Monacanthus ciliatus
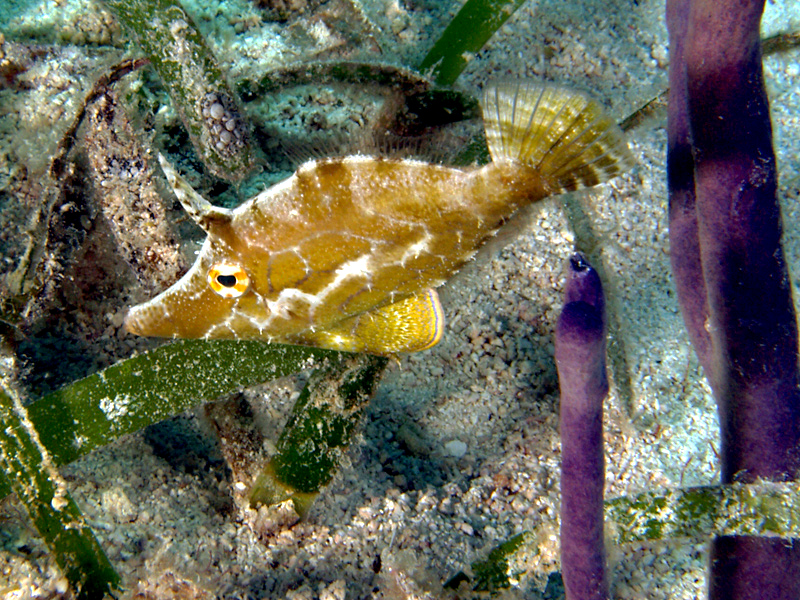
Monacanthus tuckeri